# 加藤哲夫 (実業家)
加藤 哲夫（かとう てつお、1948年2月1日 - ）は、日本の経営者。岡三証券社長、会長を務めた。東京都出身。

## 経歴・人物
1970年に東京大学経済学部経済学科を卒業し、同年5月に三菱銀行に入行した。1986年5月に岡三証券に転じ、同年12月に取締役に就任し、1989年6月に常務、1991年6月に専務を経て、1995年6月に副社長に就任し、1997年6月には社長に昇格した。2006年6月から2011年6月までに会長を務めた。2003年10月に岡三ホールディングス社長にも就任し、2014年4月に副会長を経て、2020年4月には会長に就任した。